# Лисицький Лазар Маркович
Лазар Маркович (Мордухович) Лисицький (*22 листопада 1890 — †30 грудня 1941) —  художник і архітектор, активіст національного руху юдейських громад Російської імперії, також широко відомий як «Ель Лисицький».
Ель Лисицький вважається одним із видатних представників російського і єврейського авангарду. Разом із Казимиром Малевичем розробляв основи супрематизму.
У 1918 році у Києві Лисицький став одним із засновників «Культур-ліги» (їдиш: ліга культури) — авангардного мистецького і літературного об'єднання, яке ставило за свою мету створення нового єврейського національного мистецтва. У 1919 році на запрошення Марка Шагала переїхав до Вітебська, де викладав у Народному мистецькому училищі (1919–1920).
У 1917–1919 роках Лисицький присвятив себе ілюстрації творів сучасної єврейської літератури і особливо дитячої поезії на мові їдиш, ставши одним із засновників авангардного стилю в єврейській книжковій ілюстрації. На відміну від схильного до традиційного єврейського мистецтва Шагала, з 1920 року Лисицький під впливом Малевича звернувся до супрематизму.
Лисицький помер від туберкульозу в грудні 1941 року. Його останньою роботою був плакат «Давайте нам більше танків». Похований на Донському кладовищі в Москві, разом із своїм батьком Марком Соломоновичем, рідним братом Рувимом і його дружиною Лелею.